# Budzyń (Opole Lubelskie)
Pour les articles homonymes, voir Budzyń.
Budzyń (prononciation [ˈbud͡zɨɲ]) est un village de la gmina de Chodel du powiat d'Opole Lubelskie dans la voïvodie de Lublin, située dans l'est de la Pologne.
Il se situe à environ 3 kilomètres à l'ouest de Chodel (siège de la gmina), 11 kilomètres à l'est d'Opole Lubelskie (siège du powiat) et 36 kilomètres au sud-ouest de Lublin (capitale de la voïvodie).

## Histoire
De 1975 à 1998, la ville est attachée administrativement à l'ancienne Lublin.

Depuis 1999, elle fait partie de la nouvelle voïvodie de Lublin.